# Ƞ
Ƞ (kleingeschrieben ƞ) ist ein Buchstabe des lateinischen Schriftsystems. Vom Aussehen her ist es ein N, dessen rechtes Bein heruntergezogen wurde. Ähnlich wie beim Ŋ kann es zwei verschiedene Formen haben. 
Im 19. Jahrhundert wurde der griechische Kleinbuchstabe Eta, das als Ersatz für das damals auf Schreibmaschinen nur selten verfügbare Ŋ den vorhergehenden Buchstaben nasalierte, aus einem Dakota-Alphabet übernommen. Das erste Werk, das diesen Buchstaben in Lakota verwendete, war das Buch A Grammar of Lakota, das 1939 von Eugene Buechel veröffentlicht wurde. Bei der Erstellung der Lakota-Orthographie von 1982 konnte sich das Eta als Nasalierungszeichen gegen das Ogonek durchsetzen, dieses wurde schließlich durch das Ƞ ersetzt, um eine rein lateinische Orthographie zu erhalten.
Der Kleinbuchstabe ƞ war außerdem ein Buchstabe des internationalen phonetischen Alphabets und stand für ein silbisches /n/, wie es z. B. beim Kana-Buchstaben ん vorkommt. Diese Verwendung wurde 1976 abgeschafft, stattdessen soll das N mit dem Diakritikum für einen silbischen Konsonanten (n̩) verwendet werden.

## Darstellung auf dem Computer
Unicode enthält das Ƞ an den Codepunkten U+0220 (Großbuchstabe) und U+019E (Kleinbuchstabe).